# Timey
Timey, bürgerlich Giuseppe Di Agosta (* 1990 in Sizilien), auch bekannt unter seinem ehemaligen Pseudonym Timeless, ist ein italienisch-deutscher Rapper aus Köln.

## Biografie
Giuseppe Di Agosta wurde in Sizilien als Sohn italienischer Eltern geboren und zog 1994 mit seiner Mutter nach Köln. Im Alter von 17 Jahren produzierte er mit Unterstützung des Kölner Rappers Eko Fresh unter dem Pseudonym Timeless sein erstes Mixtape Time Is Money. Nur ein Jahr später veröffentlichte er mit seinem Kollegen King Azzen das Collabo-Mixtape Zahltag. Bei seinem Sieg beim Yavido-Contest gewann der damals 18-jährige Giuseppe ein Feature mit Eko Fresh, Dennis Haberlach und Separate. Dieses Lied heißt Deine Chance von Monroe feat. Eko Fresh, Dennis Haberlach, Separate und Timeless. 2011 wurde Di Agosta von dem Frankfurter Plattenlabel Freunde von Niemand unter Vertrag genommen. Sein 2013 erschienenes Debütalbum 00:00 erreichte in Deutschland Platz 31 der Albumcharts. Am 8. April 2016 erschien das zweite Soloalbum Antiheld des Kölner Rappers beim Label Freunde von Niemand, welches auf Platz 9 in den deutschen Albumcharts einstieg. Am 10. November 2017 erschien sein drittes Album, welches den Titel Schwarzer Kater trägt.
Im Sommer 2018 gab Di Agosta in einem Instagram-Video bekannt, dass er sich von Freunde von Niemand getrennt habe und von nun an eigene Wege gehen würde. Noch im Oktober desselben Jahres kam das Mixtape „Für immer“ heraus, welches Di Agosta zusammen mit den beiden Rappern und Kindheitsfeunden Jascha und Splinta823 aufnahm.
Am 27. Juni 2019 veröffentlichte er, gemeinsam mit Rapper Cashmo, die Single „Bad Bitch“, mit welcher bekanntgegeben wurde, dass er von nun an bei Cashmos Label Rapper aus Prinzip unter Vertrag steht. Schon im darauffolgenden Monat erfolgte mit der 6 Tracks enthaltenden „Anti EP“ seine erste Veröffentlichung über das Label.
2021 gab Agosta bekannt, dass er seinen Künstlernamen von "Timeless" in "Timey" umbenannt habe.
Am 1. Oktober 2021 erschien unter dem Pseudonym Timey sein viertes Studioalbum Diamant im Dreck über Cashmos Label Rapper aus Prinzip.

## Diskografie
Alben
- 2012: Willkommen im Niemandsland (Labelsampler von Freunde von Niemand)
- 2013: 00:00 (Album)
- 2014: Willkommen im Niemandsland 2 (Labelsampler von Freunde von Niemand)
- 2015: Willkommen im Niemandsland 3 (Labelsampler von Freunde von Niemand)
- 2016: Antiheld (Album)
- 2017: Schwarzer Kater (Album)
- 2021: Diamant im Dreck (Album)

Mixtapes
- 2007: Time Is Money (Online-Mixtape)
- 2008: Rapamore (mit King Azzen) (Online-Mixtape)
- 2008: Zahltag (mit King Azzen) (Online-Mixtape)
- 2018: Für immer (mit Splinta 823 und Jascha)

EPs
- 2008: Mr. Perfect (Free Download)
- 2012: Sonne für Euch (Free Download)
- 2013: R.H.C.P.
- 2017: Parkplatzmusik, Vol. 3 (Timeless Special)
- 2019: ANTI EP

Autorenbeteiligungen
- 2024: Bauch Beine Po – Shirin David
- 2024: Küss mich doch – Shirin David
- 2025: Atzen & Barbies – Shirin David feat. Ski Aggu

Freetracks
- 2011: Gegen den Rest der Welt
- 2011: Freunde von Niemand Exclusive
- 2011: Untergrund (Disstrack)
- 2011: Ihr kriegt uns nicht weg feat. Bosca
- 2011: Sag mir wo du bist (RapRhymez.de-Exclusive) [Nach einem Konflikt zwischen RapRhymez.de und dem Management von FvN im Jahre 2013 aus dem Netz genommen worden]
- 2012: Cool Kids
- 2013: Wer seid ihr? feat. Melo
- 2013: Seit wir Kinder sind feat. Jasha
- 2013: Meerblick
- 2013: Ultraviolett
- 2013: 80 Bars (16BARS.TV-Exclusive)
- 2013: Project X

Gastbeiträge
- 2011: Hadi El-Dor präsentiert HipHop Lebt Vol. 2 (Sampler): "Lass mich Träumen"
- 2011: Vega – Vincent (Album): "Kannst du es sehen" feat. Vega
- 2012: FvN – Willkommen im Niemandsland (Labelsampler)
- 2012: Mo-Torres – Ambivalenz (Album): "Kein Berg zu hoch feat. Mo-Torres"; "Dach der Welt feat. Mo-Torres";
- 2012: Johnny Pepp – Für das Pepp (EP); "New World Order" feat. Johnny Pepp
- 2013: Vega – Nero (Album): "Käfig aus Gold" feat. Vega; "König Heut RMX" feat. Bizzy Montana, Vega, Bosca, Johnny Pepp und Liquit Walker
- 2013: Bosca – Solange es schlägt (Album): "Lass die Hunde vor die Tür"
- 2013: Toni der Assi – Von Brate für Brate (Album): "Blut Diamant"
- 2014: Bizzy Montana – M.a.d.U. 4 (Album): "Egal"
- 2014: Amar – Amargeddon 2010 (Album): "Auf all euren Wegen" feat. Bizzy Montana, Bosca, Ercandize, Johnny Pepp, Silla & DJ Pron
- 2014: Eko Fresh – Deutscher Traum (Album): "Leko mio" feat. Ercandize, Tatwadde, Caput, Ali As, Pappa Landliebe, Blumio, Jaysus, Brutus Brutalos, Separate, Capkekz, Geeflow, Joker, Serc, Spax & B-Tight
- 2014: Freshmaker – Checkpoint (Album): "Was wäre wenn"
- 2014: Richter – Exit (Album): "Was machst du"
- 2014: Toni der Assi – Zilet (Album): "Freunde von Niemand" feat. Vega, Bizzy Montana, Bosca & Johnny Pepp
- 2015: Mo-Torres – Irgendwo dazwischen (Album): "Cutterflow"
- 2015: Capkekz – Capoera (Album): "Schicht im Schacht"
- 2016: Ado Kojo – Reise X (Album): "Nirvana"
- 2016: Splinta823 – Unentdecktes Gold (Album): "In der Nacht" feat. Johnny Pepp
- 2016: Tatwaffe – Sternenklar (Album): "Immer noch am machen" feat. Manuellsen, Lakmann, Saz, Dr. Knarf, Vega, Benyo Hussain, Caput & Ayouni
- 2017: Richter – Lotus (Album): "Schwachpunkt"
- 2017: Born – Rapression (Album): "Kein Freund"
- 2018: Vega – Dreggisch und roh 2 (Album): "Hände frei"
- 2018: Eko Fresh – Legende Best of (Album): "All eyez on us (Remix)"
- 2018: Cr7z – Pandora (Album): "Pandora"
- 2018: B.E. – Maschine der Junge (Album): "Abgetaucht"
- 2018: Richter – Das bin ich (Single): "Das bin ich"
- 2019: Richter – Atlantis (Album): "Unterwegs"
- 2019: Freshmaker – Fusion (Album): "Nur mit dir"
- 2019: Cashmo – Bad Bitch (Single): "Bad Bitch"
- 2020: Freshmaker – No Limit (Album): "R.A.P."
- 2022: Cashmo – Hoez & Broz II (Album): "Gott lebt im Ghetto"